# Torneo di Wimbledon 2010 - Doppio maschile per invito senior
Pat Cash e Mark Woodforde hanno battuto in finale i detentori del titolo Jeremy Bates e Anders Järryd con il punteggio di 6–2, 7–6(5).

## Tabellone

### Legenda
| - Q = Qualificato - WC = Wild card - LL = Lucky loser | - ALT = Alternate - SE = Special Exempt - PR = Protected Ranking | - w/o = Walkover - r = Ritirato - d = Squalificato |

### Finale
|  | Finale                     |                            |                            |   |    |  |
|  |                            |                            |                            |   |    |  |
|  | Jeremy Bates Anders Järryd | Jeremy Bates Anders Järryd | Jeremy Bates Anders Järryd | 2 | 65 |  |
|  | Pat Cash Mark Woodforde    | Pat Cash Mark Woodforde    | Pat Cash Mark Woodforde    | 6 | 7  |  |

### Gruppo A
|  |                                | Bahrami Leconte   | Bates Järryd     | Fleming Forget    | Nystöm Pernfors | RR W–L | Set W–L | Game W–L | Posizione |
|  | Mansour Bahrami Henri Leconte  |                   | 2–6, 2–6         | 3–6, 6–2, [10–12] | 7–6(2), 7–6(5)  | 1-2    | 3-4     | 27-33    | 3         |
|  | Jeremy Bates Anders Järryd     | 6–2, 6–2          |                  | 6–4, 0–6, [10–8]  | walkover        | 3-0    | 4-1     | 19-14    | 1         |
|  | Peter Fleming Guy Forget       | 6–3, 2–6, [12–10] | 4–6, 6–0, [8–10] |                   | 7–5, 6–3        | 2-1    | 5-3     | 32-24    | 2         |
|  | Joakim Nyström Mikael Pernfors | 6(2)–7, 6(5)–7    | walkover         | 5–7, 6–3          |                 | 0-3    | 0-4     | 23-24    | 4         |

La classifica viene stilata in base ai seguenti criteri: 1) Numero di vittorie; 2) Numero di partite giocate; 3) Scontri diretti (in caso di due giocatori pari merito ); 4) Percentuale di set vinti o di games vinti (in caso di tre giocatori pari merito ); 5) Decisione della commissione.

### Gruppo B
|  |                                | Amritraj Fitzgerald | Cash Woodforde | Curren Kriek | McNamara McNamee | RR W–L | Set W–L | Game W–L | Posizione |
|  | Vijay Amritraj John Fitzgerald |                     | 3–6, 4–6       | 3–6, 4–6     | 3–6, 2–6         | 0-3    | 0–6     | 19-36    | 4         |
|  | Pat Cash Mark Woodforde        | 6–3, 6–4            |                | 6–1, 6–2     | 6–3, 7–6(4)      | 3-0    | 6-0     | 37-19    | 1         |
|  | Kevin Curren Johan Kriek       | 6–3, 6–4            | 1–6, 2–6       |              | 6–4, 6–3         | 2-1    | 4-2     | 27-26    | 2         |
|  | Peter McNamara Paul McNamee    | 6–3, 6–2            | 3–6, 6(4)–7    | 4–6, 3–6     |                  | 1-2    | 2-4     | 28-30    | 3         |

La classifica viene stilata in base ai seguenti criteri: 1) Numero di vittorie; 2) Numero di partite giocate; 3) Scontri diretti (in caso di due giocatori pari merito ); 4) Percentuale di set vinti o di games vinti (in caso di tre giocatori pari merito ); 5) Decisione della commissione.